# صوفي أورموند
صوفي أورموند (بالإنجليزية: Sophie Ormond)‏ هي متزحلقة بريطانية، ولدت في 4 أغسطس 1979.

## وصلات خارجية
- صوفي أورموند على موقع أوليمبيديا (الإنجليزية)